# Thymallus
Thymallus là một chi cá nước ngọt thuộc họ Cá hồi (Salmonidae); đây là chi duy nhất trong phân họ Thymallinae. Loài điển hình là Thymallus thymallus. Trong tiếng Anh, T. thymallus nói riêng và toàn chi này nói chung được gọi là grayling.

## Phân bố
Thymallus là cá bản xứ mạn bắc vùng sinh thái Cổ Bắc giới và Tân Bắc giới, có mặt trên một vùng trải dài từ Anh Quốc-Bắc Âu qua khắp bắc lục địa Á-Âu, đến Xibia, cũng như miền bắc Bắc Mỹ. T. thymallus phổ biến ở châu Âu, còn T. arcticus phổ biến khắp miền Tân Bắc giới và phần lục địa Á-Âu nằm về phía đông dãy Ural. Những loài còn lại có phân bố nhỏ hẹp hơn.

## Bề ngoài
Khác với những thành viên cùng họ Cá hồi, Thymallus có vảy lớn, miệng nhỏ với răng trên xương hàm trên và nổi bật nhất là cái vây lưng sặc sỡ dựng như buồm. Vây lưng cá trống dài, nhiều màu sắc hơn, có đốm đỏ, cam, tím hay lục. Thân mình chúng cũng lắm màu sắc; mặt lưng có màu tía sậm, đen hay xám ánh xanh, hai bên thân mang màu xanh sậm hay xám bạc, còn mặt bụng thì có màu xám hoặc trắng. Hơn nữa, chúng có đốm nhỏ nằm rải rác khắp người.

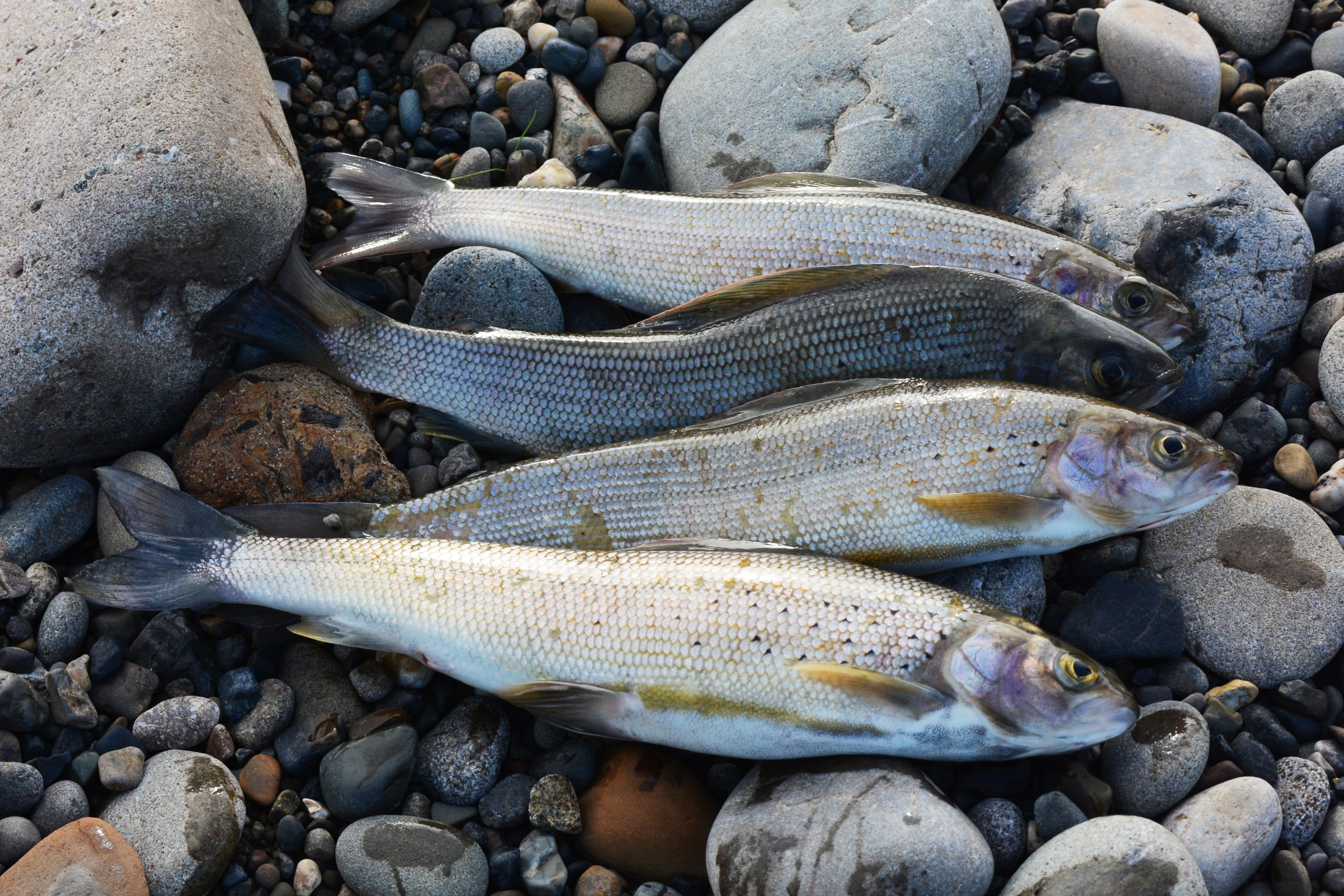
Bốn con T. arcticus bắt trên sông Colville tại Alaska

Loài Thymallus dài nhất là T. arcticus, đạt độ dài tối đa 76 cm (30 in) với cân nặng 3,8 kg (8,4 lb). T. thymallus dù có hơi ngắn hơn (60 cm (24 in)), song nặng hơn đáng kể (6,7 kg (15 lb)). Cá trong chi này có thể sống hơn 18 năm.

## Sinh thái và sinh sản
Những loài cá này sống trong nước lạnh, giàu oxy, ưa dòng chảy nhanh; chúng có mặt trong sông, hồ nền cát hay sỏi, tuy T. thymallus có lúc bơi ra nơi nước lợ. Nói chung Thymallus ăn tạp, ăn động vật giáp xác, côn trùng, và động vật phù du.
Các loài Thymallus (như các nhóm cá hồi khác) không chăm cá con, dù chúng có giấu trứng nơi bùn lầy.
Do chúng nhạy cảm với sự thay đổi chất lượng nước, cá trong chi Thymallus có thể được nhìn nhận là các loài chỉ thị.

## Đối với con người

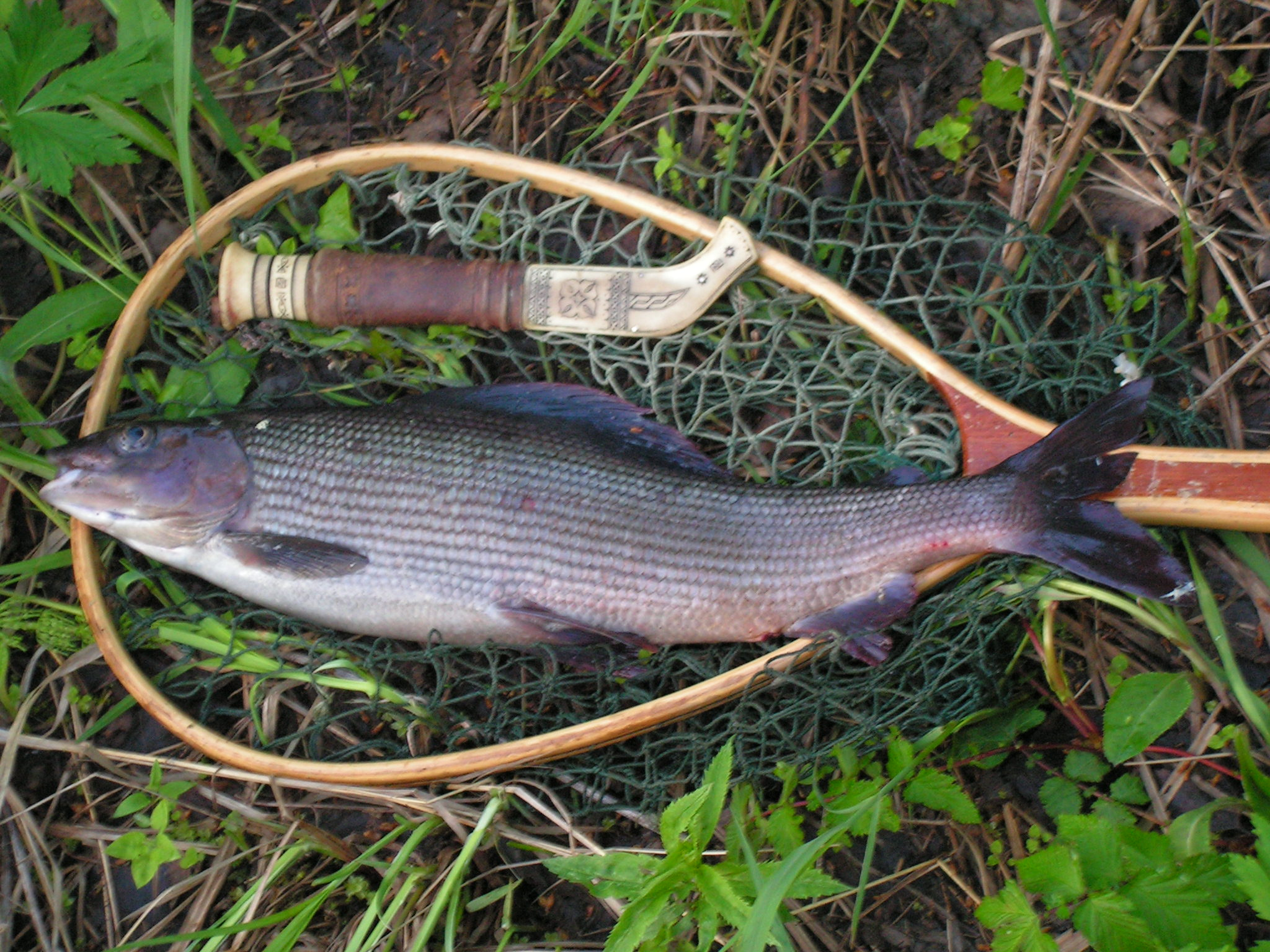
Một con Thymallus thymallus bắt ở Sápmi.

Do hương vị ngon và bề ngoài dễ nhìn, các loài Thymallus đều là cá thịt và cá câu giải trí, đôi lúc chúng còn được giữ trong bể thủy sinh. Hai loài có vai trò kinh tế quan trọng hơn hết là T. thymallus và T. arcticus.

## Tên gọi
Tên chi Thymallus ban đầu được đặt cho T. thymallus, trong ấn bản thứ 10 (1758) của cuốn Systema Naturae của nhà tự nhiên học Thuỵ Điển Carl Linnaeus. Thymallus bắt nguồn từ từ θύμαλλος (thúmallos) tiếng Hy Lạp, nghĩa là "mùi cỏ xạ hương".

## Loài
Theo FishBase, chi này có 14 loài.
- Thymallus arcticus (Pallas, 1776)
- Thymallus baicalensis Dybowski, 1874
- Thymallus brevipinnis Svetovidov (ru), 1931
- Thymallus brevirostris Kessler, 1879
- Thymallus burejensis Antonov, 2004
- Thymallus flavomaculatus Knizhin, Antonov & Weiss, 2006
- Thymallus grubii Dybowski, 1869
- Thymallus mertensii Valenciennes, 1848
- Thymallus nigrescens Dorogostaisky, 1923
- Thymallus pallasii Valenciennes, 1848
- Thymallus svetovidovi Knizhin & Weiss, 2009
- Thymallus thymallus (Linnaeus, 1758)
- Thymallus tugarinae Knizhin, Antonov, Safronov & Weiss, 2007
- Thymallus yaluensis T. Mori, 1928

Catalog of Fishes liệt kê thêm loài Thymallus baikalolenensis Matveyev, Samusenok, Pronin & Telpukhovsky, 2005, nhưng chỉ coi T. yaluensis là một phân loài.